# Jhon Duque
Jhon Fredy Duque Arias (Bogotà, 4 giugno 1992) è un ex calciatore colombiano, di ruolo centrocampista.

## Carriera
Ha giocato nella massima serie colombiana ed in quella messicana.

## Palmarès

### Club

#### Competizioni nazionali
- Campionato colombiano: 1

Millonarios: 2017-II
Atlético Nacional: 2022-I
- Súper Liga: 2

Millonarios: 2018
Atlético Nacional: 2023
- Copa Colombia: 1

Atlético Nacional: 2023